# Diogo de Vasconcelos
Diogo de Vasconcelos là một đô thị thuộc bang Minas Gerais, Brasil. Đô thị này có diện tích 165,035 km², dân số năm 2007 là 3941 người, mật độ 23,2 người/km².